# 波德登比采

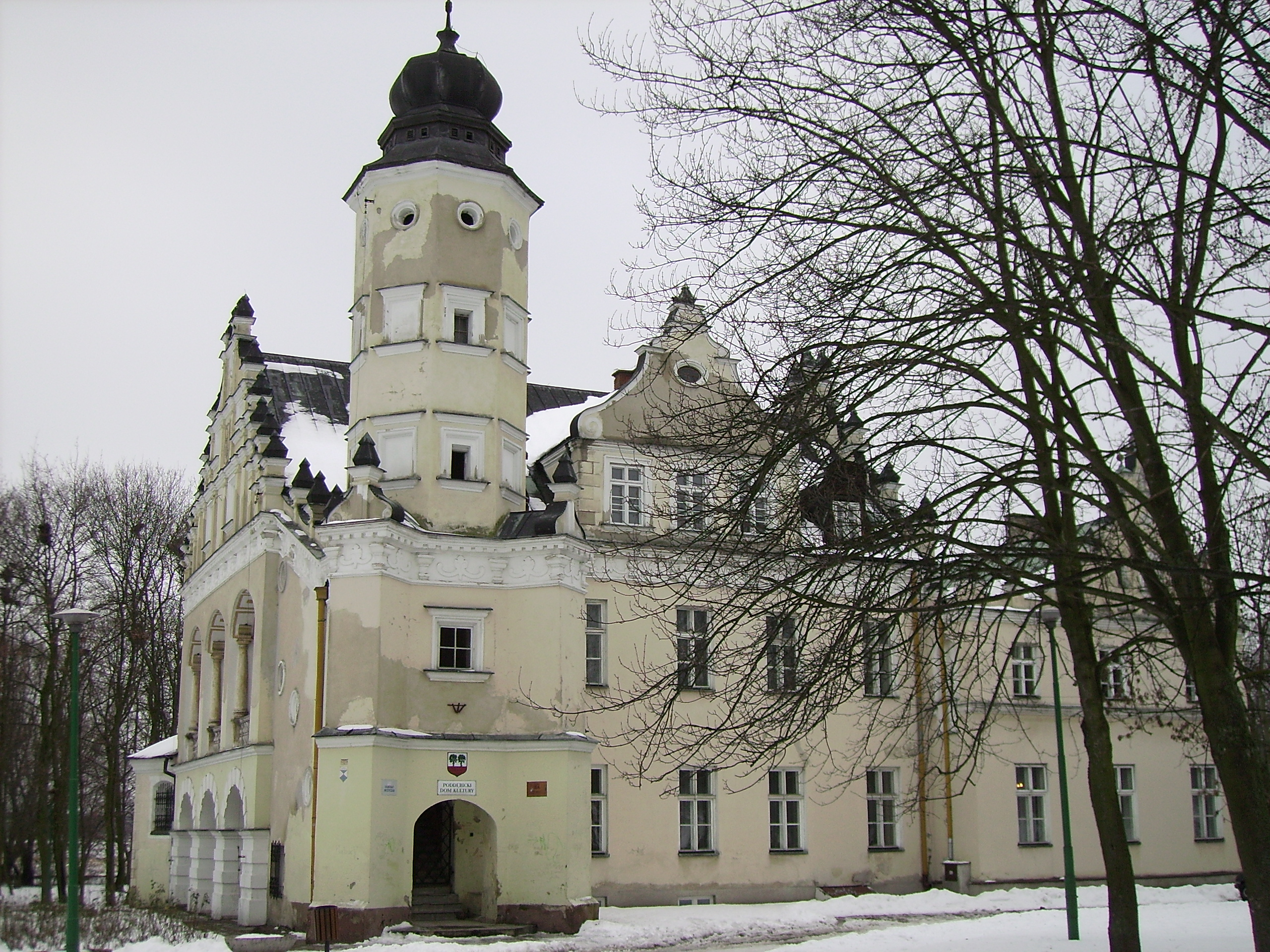

波德登比采是波蘭的城鎮，位於該國中部，距離首府羅茲40公里，由羅茲省負責管轄，面積5.89平方公里，2006年人口7,875。第二次世界大戰期間，納粹德國在1939年11月至1945年1月18日佔領該鎮。

## 外部連結
- Official webpage of Poddębice Commune （页面存档备份，存于）

51°54′N 18°58′E / 51.900°N 18.967°E